# Don N. Holt Bridge
Le Don N. Holt Bridge est un pont de Caroline du Sud, dans le sud-est des États-Unis. Construit en 1992, ce pont en treillis permet à l'Interstate 526 de franchir la Cooper River entre Charleston, dans le comté de Berkeley, et North Charleston, dans le comté de Charleston.